# Metynnis hypsauchen
A Metynnis hypsauchen a sugarasúszójú halak (Actinopterygii) osztályának pontylazacalakúak (Characiformes) rendjébe, ezen belül a pontylazacfélék (Characidae) családjába tartozó faj.

## Előfordulása
A Metynnis hypsauchen előfordulási területe az Amazonasban, a Paraguay folyóban és a Guyanai-masszívumról eredő folyókban van.

## Megjelenése
Ez a halfaj akár 15 centiméter hosszúságúra is megnőhet. Erős fogazata komoly sérüléseket okozhat.

## Életmódja
Trópusi és édesvízi halfaj, amely a 24-28 °C hőmérsékletű vizeket kedveli. A víz pH értéke 6-7 között kell, hogy legyen.

## Felhasználása
A Metynnis hypsauchennak kis mértékű halászata van. A városi akváriumok egyik kedvelt édesvízi hala.